# Titan Souls
Titan Souls je akční dobrodružná videohra vyvinutá britským nezávislým studiem Acid Nerve a vydaná společností Devolver Digital. Hra byla vydána 14. dubna 2015.

## Příběh
Mezi Zemí a skutečným světem se nachází duše Titánů, duchovní zdroj a souhrn všeho živého. Osamělý hrdina, který je roztroušen mezi ruinami, střežen nečinnými pověřenými titány, kteří o něj pečují, vyzbrojen jediným šípem. Znovu skládá úlomky Duší Titánů na cestě za pravdou a mocí.

## Hratelnost
Titan Souls je strategická 2D akční adventura s otevřeným světem, ve které má hráč u sebe pouze jeden šíp a může obdržet pouze jeden zásah. Cílem je porazit devatenáct obřích monster zvaných Titáni, kteří mohou, stejně jako hráč, obdržet pouze jeden zásah. Během boje musí hráč zjistit, jak se příslušný boss chová, a podle toho najít způsob, jak daného bosse porazit. Potíž spočívá v tom, že šíp musí být nabytý, aby mohl být vystřelen, a poté se musí získat, aby mohl být znovu použit. Každý úkon přitom může být proveden pouze tehdy, když hráč stojí na místě, což z něj dělá snadný cíl pro bossy.

## Vývoj
Titan Souls čerpá inspiraci z her jako Dark Souls, Shadow of the Colossus a The Legend of Zelda. Hra byla původně vytvořena pro Ludum Dare Game Jam #28 pod názvem TITAN SOULS a byla nahrána pod uživatelským jménem Claw. Hra se umístila na prvním místě v kategoriích „Overall (Jam)“, „Audio (Jam)“ a „Mood (Jam)“. Během šesti měsíců byla hra převedena z Adobe Flash na nový engine, čímž se vylepšila grafika a zvýšil výkon. Přidal se nový soundtrack a hra se rozšířila ze tří na šestnáct titánů. V červnu 2014 byla hra Titan Souls představena na veletrhu E3, kde bylo odhaleno, že hru vydá společnost Devolver Digital. Po veletrhu E3 byla hra dále rozšířena o další tři titány a příběh. Dne 25. března 2015 společnost Devolver Digital prozradila, že Titan Souls vyjde 14. dubna 2015. Dne 2. dubna 2015 byl prototyp z Game Jamu předělán v novém enginu, byla přidána lepší grafika, vylepšený soundtrack a noví bossové. Před vydáním plné hry byla zpřístupněna demoverze. Hra byla portována dále na PlayStation 4 a PlayStation Vita společností Abstraction Games. Na tyto konzole také byla vydána dne 14. dubna 2015. Později Abstraction Games oznámilo, že se připravuje také port pro Android, který vyšel 30. června 2015.